# Colonia del Sacramento
Colonia del Sacramento, conocida en el medio local como Colonia, es la capital del departamento de Colonia, en el suroeste de Uruguay. Está ubicada en la ribera norte —izquierda— del Río de la Plata, a 177 km de Montevideo y a 50 km de la ciudad de Buenos Aires en barco.
Se encuentra emplazada sobre el cabo que forman las puntas de San Pedro y Santa Rita. Su casco antiguo, el barrio histórico que comprende 12 hectáreas del extremo occidental de la ciudad, fue declarado Patrimonio de la Humanidad en 1995 al ilustrar la fusión exitosa de los estilos portugués, español y poscolonial. El plano es de origen portugués y contrasta con el estándar que prescribía la ley española sobre las Indias Occidentales. Se caracteriza por sus calles angostas de piedra, que resaltan su tradición militar.

## Historia

### Antecedentes

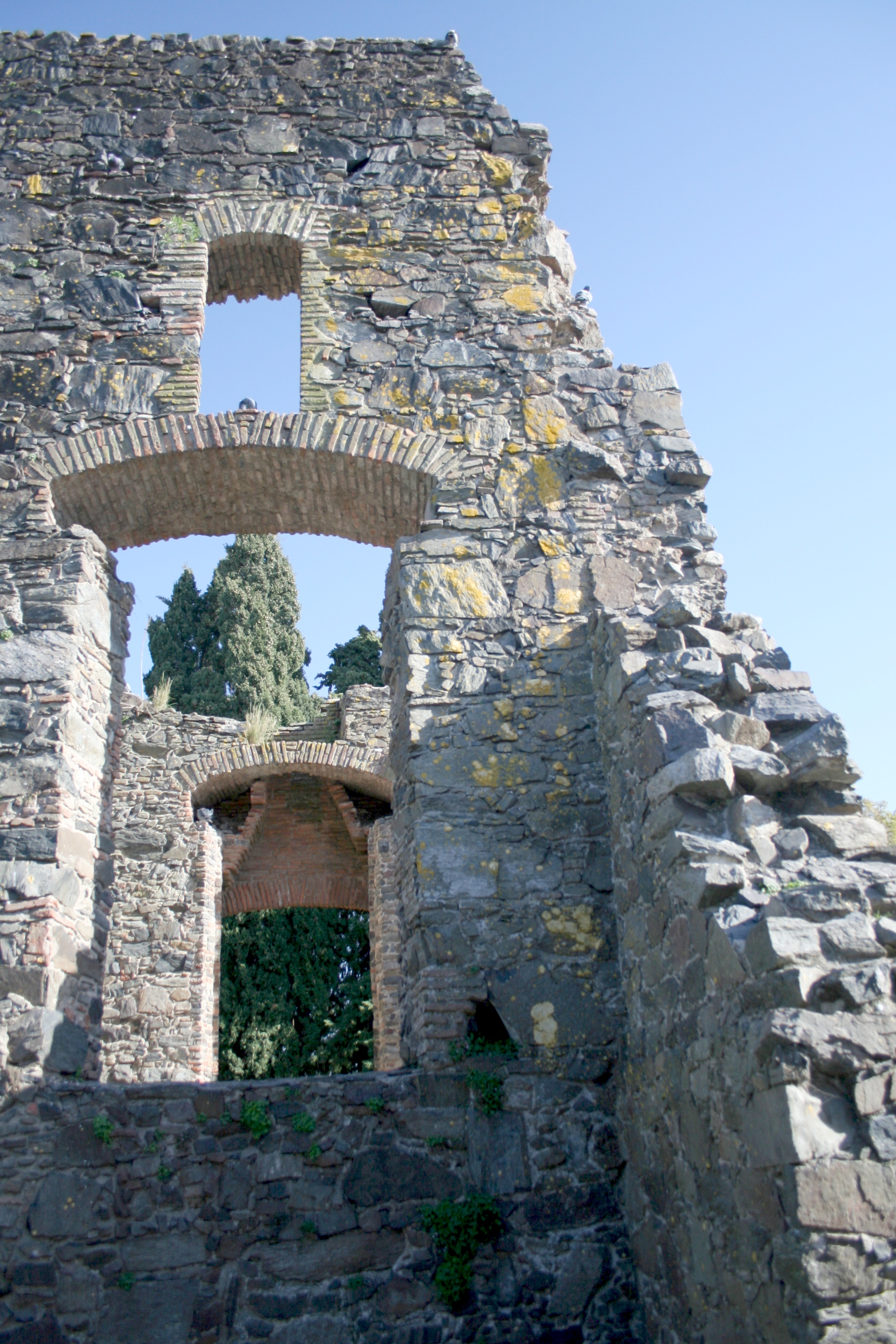
Ruinas del Convento San Francisco Javier, una de las construcciones más antiguas de Colonia del Sacramento que data del.

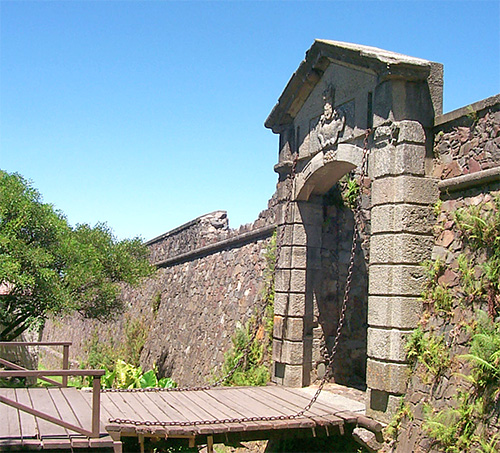
Antiguo portal y muralla de Colonia del Sacramento.

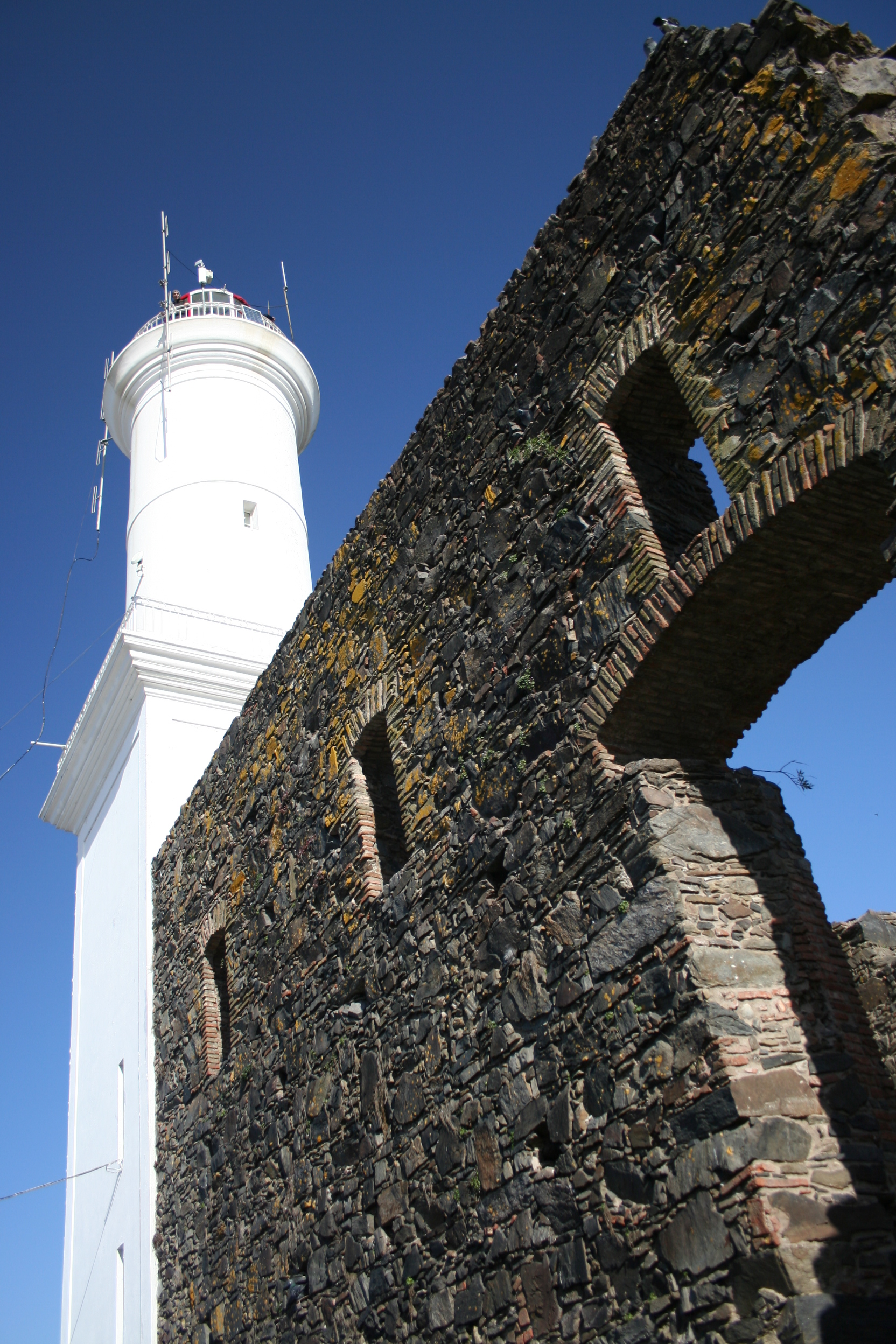
El faro de Colonia del Sacramento construido en el año 1857 sobre las ruinas del Convento de San Francisco Javier.

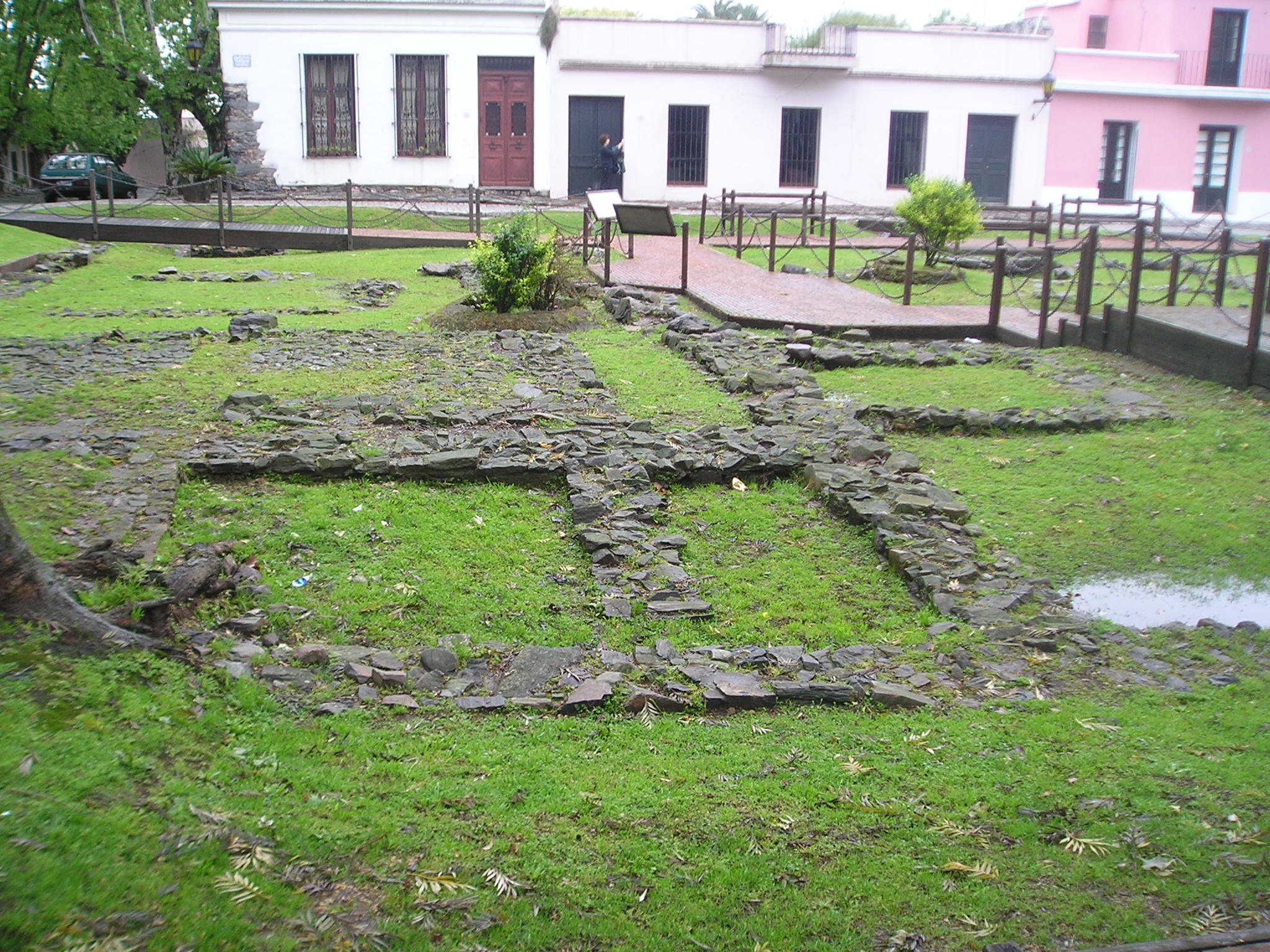
Ruinas de la casa del gobernador.

El Tratado de Tordesillas, que dividía las tierras del Reino de España y del Reino de Portugal en América del Sur, prácticamente dejó de existir cuando la rama española de los Habsburgo ascendió al trono portugués en la crisis de sucesión portuguesa de 1580. Felipe II de España terminó siendo reconocido como rey de Portugal en las Cortes de Tomar de 1581. Con la ascensión del rey de España al trono de Portugal, se completó la unión de la España antigua. Lo que significa que ya no había una frontera legal entre las colonias castellanas y dentro de la Corona española por casi 60 años (1580-1640). Durante este tiempo Portugal tuvo la oportunidad de reclamar tierras de la monarquía.
La gobernación del Río de la Plata, que pertenecía al inmenso Virreinato del Perú y se hallaba al oeste del meridiano fijado por el Tratado de Tordesillas, constituía el límite sur español con el Brasil portugués. 
Ante las imprecisiones del tratado y de los métodos de medición de la época, los portugueses consideraban que la línea debía extenderse hacia el oeste del meridiano fijado por los españoles y en ese sentido solían incluir toda la Banda Oriental dentro de su reclamación. Existían diferencias importantes entre ambas coronas respecto a la línea del Tratado de Tordesillas ya que España sostenía que las 370 leguas debían medirse desde la Isla de São Nicolau o San Nicolás de Cabo Verde mientras que Portugal pretendía que la medición se efectuara desde la Isla de Santo Antão o Isla de San Antonio. 
Ello fue el principal fundamento para que los portugueses avanzaran constantemente hacia el oeste sudamericano sobre la frontera española.

### Fundación portuguesa deColónia do Sacramento
El 9 de octubre de 1678, el maestre de campo Manuel Lobo asumió el mando de gobernador de la Capitanía de Río de Janeiro en el Brasil. 
A finales de 1679 Lobo, con el apoyo de los comerciantes de Río de Janeiro deseosos de consolidar sus negocios en América del Sur, comenzó a preparar una expedición hacia el Río de la Plata. 
Se dirigió a Santos el 30 de octubre de ese año, en donde culminó los preparativos expedicionarios y partió a principios de diciembre de ese año. 
La flota se componía de dos navíos, dos bergantines y otros buques menores que transportaban cuatro compañías con 400 soldados y artillería con la que pensaban defenderse por si eran atacados por los indígenas. La expedición transportaba elementos de construcción, de labranza y 18 cañones para la plaza.
El 1 de enero de 1680 los portugueses arribaron a la desembocadura del Río de la Plata y el 20 ocuparon la Isla San Gabriel.  
Entre el 20 y el 28 de ese mismo mes, Manuel Lobo fundó la Nova Colônia do Santíssimo Sacramento que fue el primer asentamiento europeo y la primera y más antigua ciudad en lo que hoy es Uruguay.
El 25 de febrero Lobo escribió a la Cámara (cabildo) de São Paulo, pidiendo auxilios y víveres para mantener la nueva colonia.
El asentamiento portugués se ubicó frente a Buenos Aires, en el territorio oriental al río Uruguay de la española Gobernación del Río de la Plata que en ese momento estaba gobernada por José de Garro. 
Además de la finalidad militar, el establecimiento en Colonia atendía a los intereses del sector mercantil de la burguesía portuguesa interesada en recuperar el acceso al intercambio con Buenos Aires, legalmente protegido por el privilegio “de asiento”. La supresión del monopolio portugués del suministro de esclavos africanos en 1640, cortó la posibilidad de envío a la América española de productos brasileños como el azúcar, el tabaco y el algodón y de manufacturas europeas a cambio de plata del Alto Perú. Además, había mucho interés de los portugueses en establecer un marco fronterizo, que sirviera de meta para alcanzar por tierra el Río de la Plata. Colonia se convirtió en un dinámico centro de contrabando de Portugal e Inglaterra.

### Ocupación española

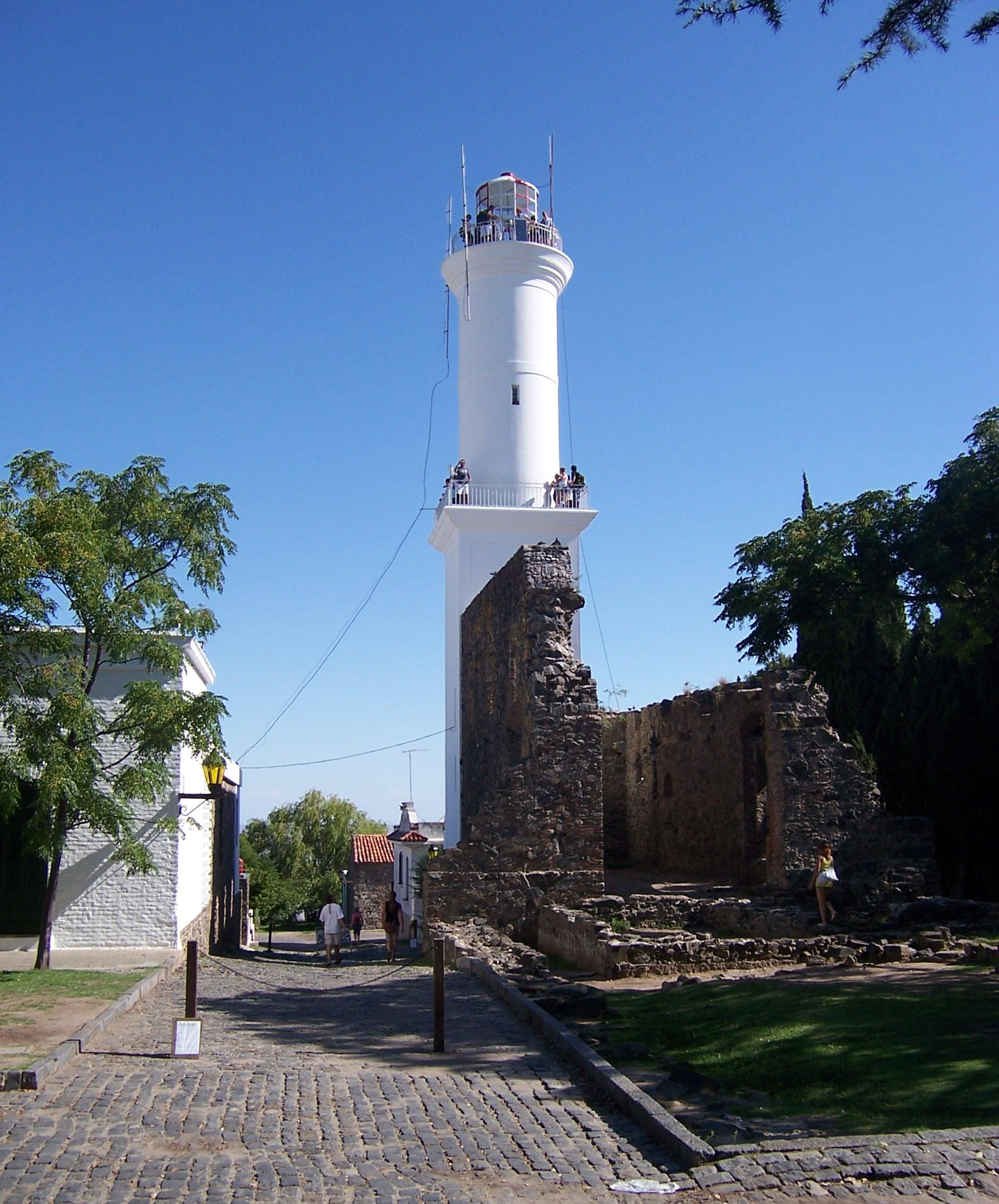
Faro de Colonia del Sacramento visto desde el frente.

Enterado de la presencia portuguesa en Colonia, el gobernador y capitán general español del Río de la Plata, José de Garro, envió desde Buenos Aires el 7 de febrero de 1680, la sumaca San José a la Isla de San Gabriel, en la cual hizo contacto con los portugueses y a su regreso informó que estos habían asentado un establecimiento, aunque sin poder precisar el lugar. 
Garro inició la movilización de tropas para desalojar a los portugueses. Pidió apoyo al virrey del Perú, convocó a las milicias locales a las que se sumaron de la gobernación del Paraguay y de la gobernación del Tucumán, y luego de varios meses de preparación armó un ejército de 480 soldados españoles, puesto al mando del maestre de campo Antonio de Vera y Mujica. Las ciudades de Corrientes y de Santa Fe enviaron una compañía cada una y Tucumán lo hizo con cuatro. El superior de las misiones jesuíticas del río Uruguay reunió en la reducción de Yapeyú 3000 indios, de los cuales 1500 estaban a caballo, y los despachó a Colonia del Sacramento. 
Lobo pidió tropas de refuerzo para Colonia, pero la sumaca y el lanchón que las transportaban naufragaron en la boca del Río de la Plata.
El 7 de agosto de 1680, las fuerzas españolas asaltaron Colonia y la tomaron, venciendo a los portugueses. La plaza fue renombrada por los españoles, llamándola «Fuerte del Rosario». Lobo, hecho prisionero, fue trasladado a Buenos Aires, en donde murió el 7 de enero de 1683.

### Primera devolución a Portugal
Las protestas portuguesas dieron como resultado la firma del Tratado Provisional de Lisboa del 7 de mayo de 1681, que dispuso la devolución de Colonia a Portugal, junto con la artillería, armas y pertrechos, y la desaprobación de la Corona española de la acción llevada a cabo por Garro, quien fue sancionado.
Se prohibía el comercio de la plaza con los territorios españoles circundantes y las reparaciones de las murallas sólo podían ser realizadas en tierra. La decisión final sobre la soberanía en el área sería hecha por una comisión mixta, que debía reunirse al término de dos meses y si no se llegaba a un acuerdo, se pediría al Papa Inocencio XI que lo resolviera. El tratado fue ratificado por España el 25 de mayo de 1681 y por Portugal el 13 de junio del mismo año. Al no alcanzarse un acuerdo, la Corona española envió un comisario a Roma, pero la portuguesa no lo hizo y el papa dejó pasar el plazo estipulado de un año.
El 12 de febrero de 1683, el gobernador rioplatense, José de Herrera y Sotomayor, hizo entrega de Colonia al gobernador de Río de Janeiro, el maestre de campo Francisco Naper. La colonia fue refundada por los portugueses en febrero de 1683, rebautizándola Nova Colônia do Santísimo Sacramento, dándole más extensión y solidez.
El 18 de junio de 1701, se firmó el Tratado de Lisboa que estipulaba que España cedería definitivamente a Portugal la Colonia del Sacramento, revocando el acuerdo hispano-portugués de 1681.

### Reconquista española y segunda devolución a Portugal
En noviembre de 1704, en el marco de la guerra de sucesión española, el capitán español Juan de Lacoizqueta comandó el tercio de santafesinos, costeando de su propio caudal los gastos de la expedición y, luego de un sitio de cinco meses, logró tomar Colonia en marzo de 1705, lo que le valió ser ascendido a maestre de campo.
Bajo el mando del gobernador rioplatense Alonso de Valdés e Inclán, que había procedido a la demolición de las defensas, la ocupación a manos hispanas duró hasta 1715, fecha en la que debió devolverla a la Corona portuguesa, ya que según el Tratado de Utrecht —que había comenzado en 1713— pasaría a dicha nación. Bajo soberanía portuguesa, la colonia se convirtió en un foco de contrabando portugués y británico hacia las posesiones españolas.

### Fundación portuguesa deMontevidéuy su ocupación hispana
El 22 de noviembre de 1723, el maestre de campo portugués don Manuel de Freitas da Fonseca fundó el Forte de Montevidéu. Rápidamente, el 22 de enero de 1724 los españoles de Buenos Aires desplazaron a los portugueses, de forma que en 1726 Felipe V de España encargó al gobernador de Buenos Aires, Bruno Mauricio de Zabala, la construcción y fortificación de Montevideo a fin de poder controlar el contrabando.

### Nueva reconquista española y tercera devolución a Portugal
El tratado de Madrid de 1750, estipulaba que España se quedara con la Colonia del Sacramento, cediendo a cambio a Portugal las reducciones jesuitas llamadas las Misiones Orientales o Los Siete Pueblos de las Misiones, ubicadas en el actual Río Grande del Sur, Brasil. La entrada de España en la guerra de los Siete Años, en 1762 interrumpió las conversaciones, pero Pedro de Cevallos ocupó de nuevo Colonia. No obstante, la guerra terminó con la firma del Tratado de París de 1763, en el que se fijó el retorno de la disputada Colonia a Portugal.

### Definitiva ocupación de Colonia de Sacramento por España
En 1777, Carlos III de España envió una segunda expedición a Río Grande —ya con Cevallos en su carácter de virrey del recientemente creado Virreinato del Río de la Plata— que estaba compuesta por más de 80 buques y 9000 hombres, entre ellos el Regimiento de Saboya al mando del teniente coronel Antonio Olaguer Feliú, y que ocupó definitivamente Colonia, conquista que fue refrendada mediante el tratado de San Ildefonso, firmado ese mismo año, por el que la frontera hispano-portuguesa se fijaba en el Río Negro, quedando España en poder de la mitad sur del actual Uruguay. Cevallos fundó con portugueses de las Islas Azores la ciudad de San Carlos en Maldonado.

### Hechos posteriores
Durante la segunda de las invasiones inglesas al Río de la Plata, el 5 de marzo de 1807 los británicos le arrebataron Colonia al dominio español, fomentado las ideas independentistas (pacto Francisco Miranda - Pophan). Desde septiembre de 1807 José Gervasio Artigas ejerció internamente la comandancia de la ciudad en nombre de España.
Producida la Revolución de Mayo, en 1810 Colonia, luego de recibir el apoyo de las fuerzas de Eustoquio Díaz Vélez se plegó al movimiento insurreccional contra las autoridades virreinales españolas.
En 1813, Colonia formó parte de la Provincia Oriental.
En 1818, después 40 años, volvió a ser ocupada por Portugal durante la invasión Luso-Brasileña de 1816.
El 2 de diciembre de 1828 quedó definitivamente bajo soberanía del Estado Oriental del Uruguay.
El ferrocarril llegó a la ciudad el día 1 de abril de 1901.

## Monumentos y lugares de interés

### Casco histórico

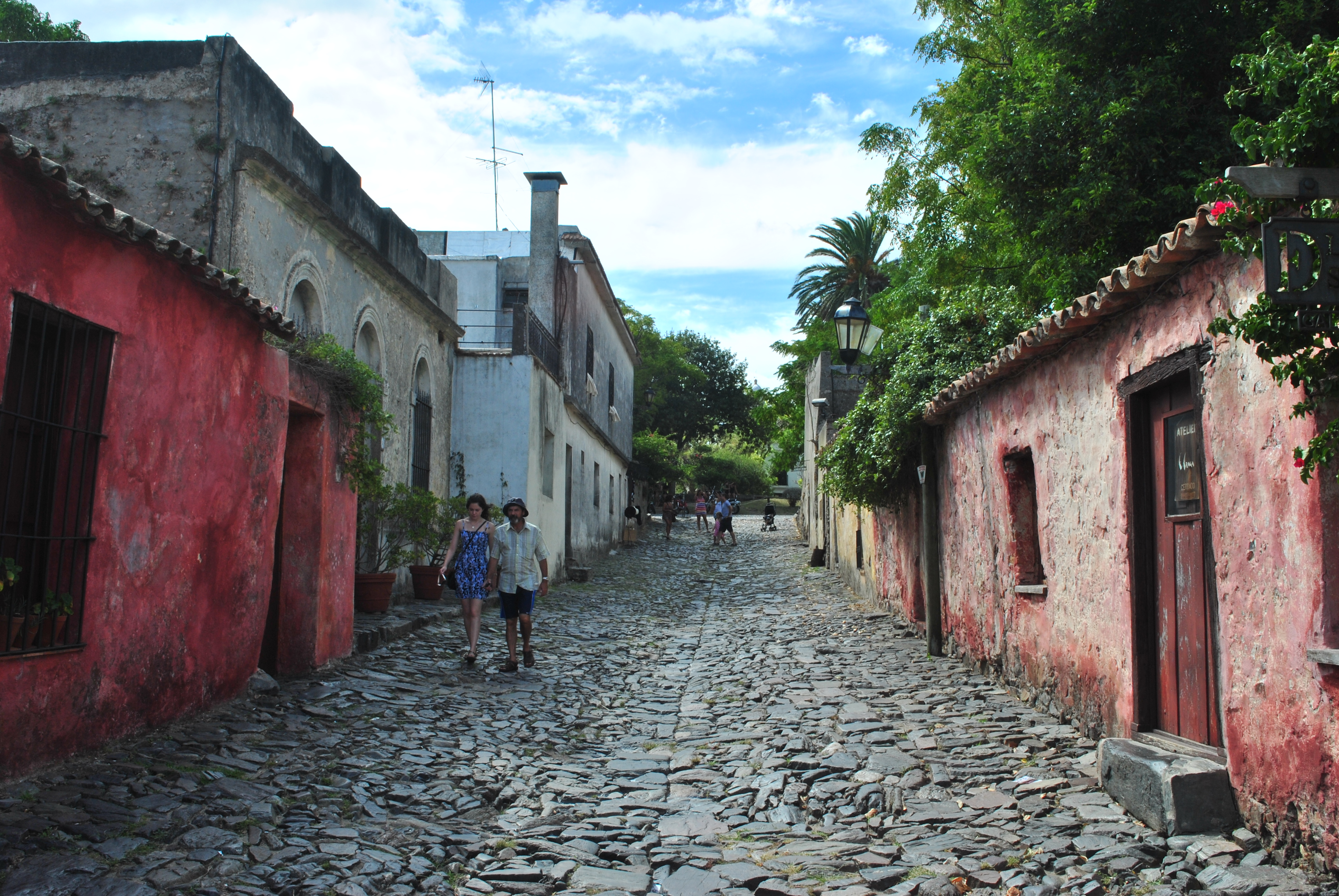
Calle de los Suspiros.

El casco histórico de Colonia fue declarado Patrimonio Mundial por la Unesco en 1995. Su arquitectura es una fusión de estilos arquitectónicos españoles, portugueses y poscoloniales. La singular preservación del entorno ha permitido la utilización de sus calles como exteriores de varias películas de época, como De eso no se habla (1993) de María Luisa Bemberg, con Marcello Mastroianni como protagonista. La Calle de los Suspiros es una de las más típicas y conocidas.
En la Punta de San Pedro se encuentra el faro que fue construido en el año 1857 y está constituido por una torre de mampostería pintada de blanco con ruinas de una edificación antigua al pie. Tiene una cúpula a franjas radiales rojas y blancas. Su altura focal es de 34 metros sobre el nivel del mar y su característica es de un destello de luz blanca cada 9 segundos siendo visible a 6,4 millas con tiempo claro.
A mitad de camino, entre la muralla, llamada también "Puerta de Campo", Puerta de la Ciudadela del casco histórico y el puerto, se encuentra la antigua estación ferroviaria de Colonia.

#### Recuperación del casco histórico
Después de casi 200 años, el hoy llamado Barrio Histórico de Colonia del Sacramento era "ruina, destrucción y abandono", como se menciona en el trabajo de investigación "De prostituta a señora. La historia reciente de Colonia del Sacramento". Era "un sitio olvidado y el último lugar que alguien eligiría para vivir". Por las noches, "los dueños de sus calles (...) eran las prostitutas y sus clientes". Durante el día, se dejaban ver quienes sobrevivían entre sus ruinas.
En 1968, Federico García Capurro y Jorge Otero Mendoza convencieron al Presidente Jorge Pacheco Areco de la importancia de recuperar el barrio histórico. Hasta ese año, diferentes iniciativas habían tenido lugar, pero ninguna había prosperado y se habían limitado a intervenciones puntuales, como la que tuvo lugar en la Catedral, en la década de los años 50, motivada por las filtraciones de agua.
El 10 de octubre de 1968, Pacheco firmó el decreto por el cual se creó el Consejo Ejecutivo Honorario para la Preservación y Reconstrucción de la Antigua Colonia del Sacramento (CEH) y le asignó los recursos correspondientes para iniciar las obras.
Las obras incluyeron la reconstrucción de toda la muralla visible al día de hoy (en 1968 no estaba), la Puerta de Campo (fue reconstruida con algunas piedras originales y nuevas), el Museo Español, el Museo Portugués, la Casa de Nacarello, el Museo del Indio y la Casa del Virrey, en las ruinas del Convento, el adoquinado de las calles (en 1968 no estaba), entre otras intervenciones que recuperaron el barrio histórico.
Los integrantes del CEH y responsables por llevar adelante los trabajos de restauración fueron: Fernando O. Assunção (como Presidente y en sustitución de Pardo Santayana nombrado originalmente), Rogelio Fusco Vila, Artigas Miranda Dutra, Pedro Costa, Leandro de Esteban Gómez y Miguel Ángel Odriozola. Este último, nacido en Colonia, tenía la responsabilidad sobre la dirección de los trabajos. Como miembro de honor del CEH, y en reconocimiento a la iniciativa del proyecto, fue nombrado Jorge Otero Mendoza.
Las obras estuvieron prontas para ser inauguradas en 1972.

### Real de San Carlos

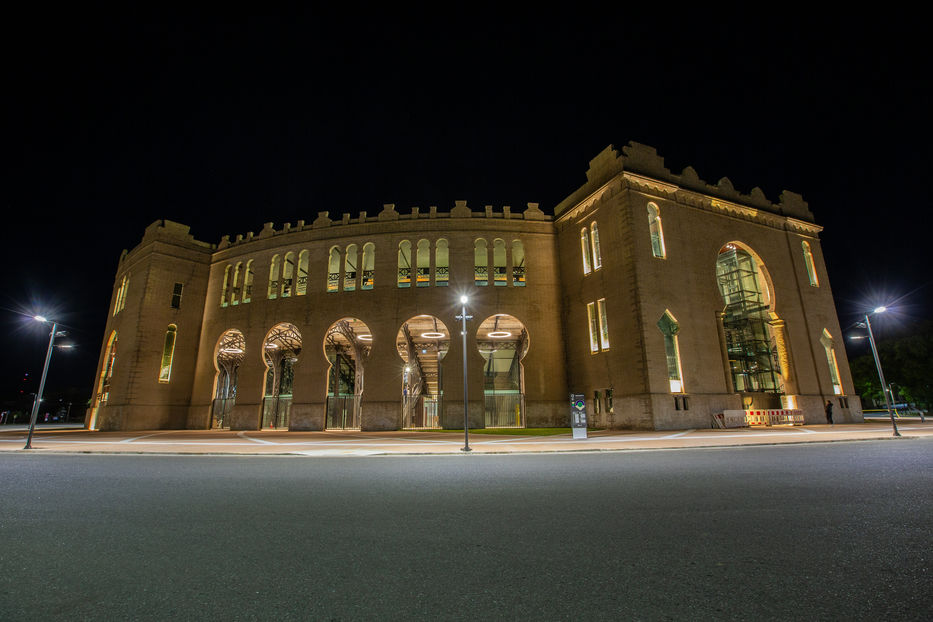
Plaza de toros Real de San Carlos

El Real de San Carlos es la zona de las afueras de Colonia desde donde las tropas españolas pusieron sitio a la plaza fuerte portuguesa en 1761. Su nombre es un homenaje al Rey Carlos III de España. Cuenta con una pequeña capilla dedicada a San Benito de Palermo, el primer santo negro de la Iglesia católica. Es hoy en día una zona residencial, con muchas casas de fin de semana, donde se puede disfrutar de playas tranquilas sobre el Río de la Plata de arenas finísimas.
En el Real de San Carlos se desarrolló a principios del siglo XX, por iniciativa del empresario argentino Nicolás Mihanovich, un complejo turístico, hoy en abandono, que contaba con un hotel-casino (del que sólo se construyó un "Anexo"), una plaza de toros, única en el Río de la Plata (dado que la de Buenos Aires en la actual Plaza San Martín ya no existía), un frontón de pelota vasca (el mayor de Sudamérica) y una central eléctrica propia. A los efectos de construir ese complejo, Mihanovich se relacionó en Europa con el ingeniero Eiffel, quien recomendó para el trabajo a un grupo de italianos que en ese momento se encontraba ensamblando la monumental Estación de Trenes de El Cairo, encabezado por el Capo Mastro Giuseppe Formica Selvaggi. Fue así como en 1903 llegaron al Río de la Plata el citado profesional nacido en Vizzini, Sicilia, junto a su hermano Víctor y personal especializado. Lo primero que se encaró fue la construcción de una fábrica de ladrillos para abastecer sus necesidades locales, utilizando arena y tierras de las playas del Real, con los que se levantaron unas precarias viviendas para los trabajadores. Se construyó a continuación la plaza de toros con las partes metálicas llegadas de Francia y todo el resto de las paredes, las escaleras y los portones, entre otros elementos. Formica también construyó la biblioteca, dio forma al Hipódromo, y levantó el magnífico frontón de pelota.
Los italianos se casaron con jóvenes uruguayas y se establecieron en Colonia.
Se recuerdan como obras suyas en Buenos Aires el edificio de apartamentos de Corrientes y Pueyrredón, inmortalizado en el célebre poema "Setenta balcones y ninguna flor" de Baldomero Fernández Moreno, más otras obras menores en el barrio de Palermo, como la existente en Cabrera 5722, que levantó para su propia familia.

### Zona Franca
Sobre el Río de la Plata y a 600 m del Puerto de Colonia se ubica la Zona Franca Colonia en un predio de 22 ha. Fue creada en 1923 por el Estado uruguayo. En 1994 su explotación fue privatizada.

### Galería de fotografías

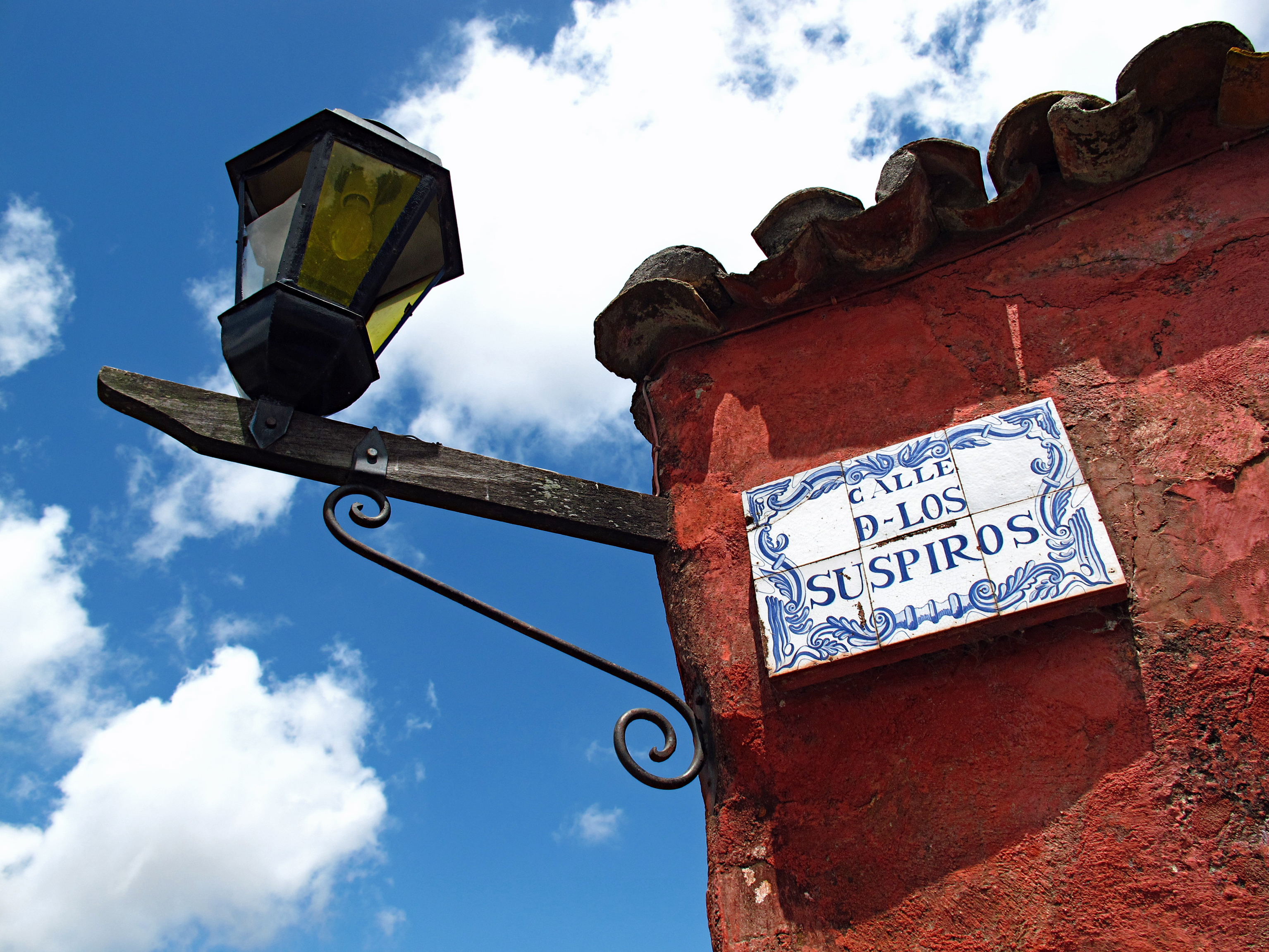
Cartel señalizando la Calle de los Suspiros.
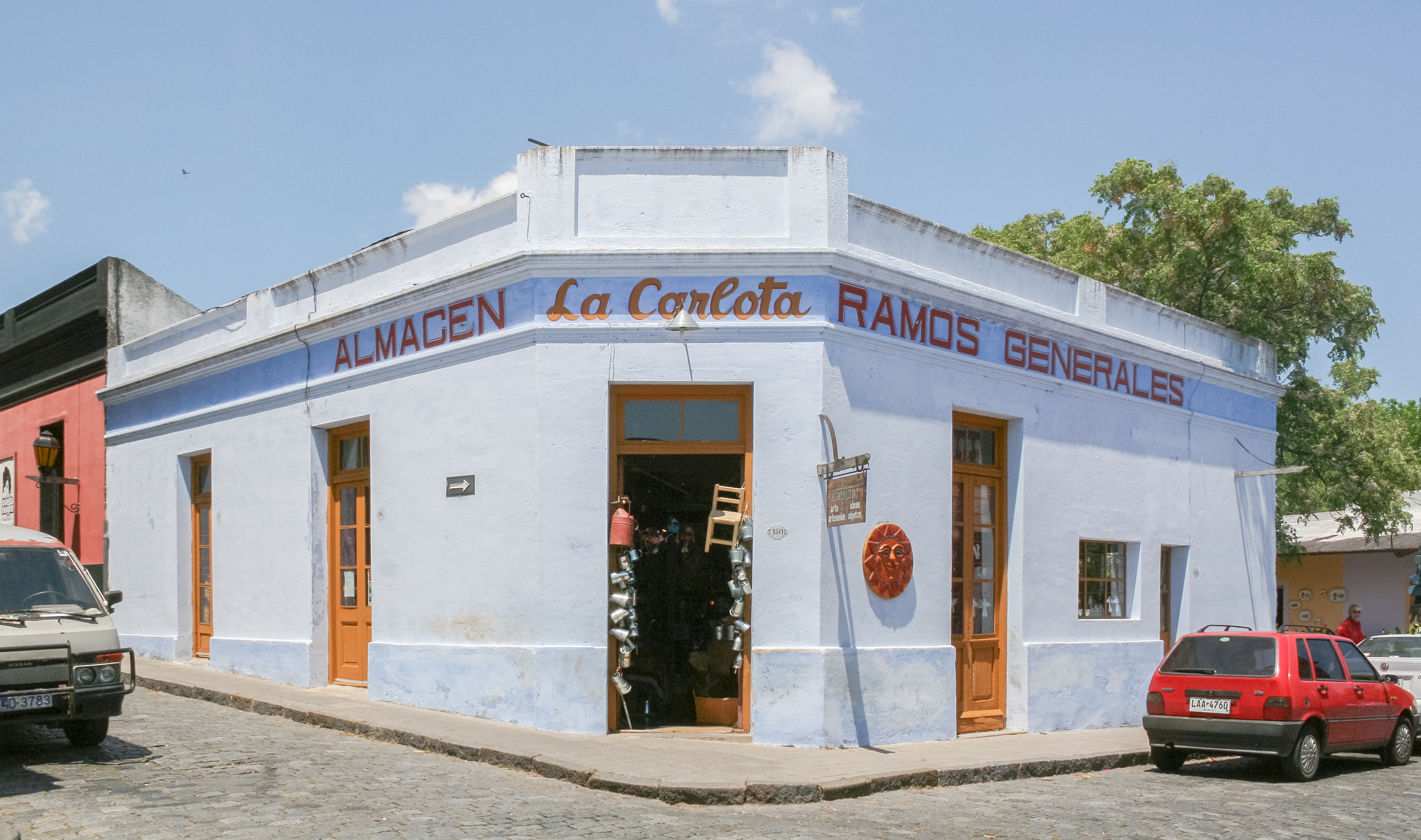
Comercio.
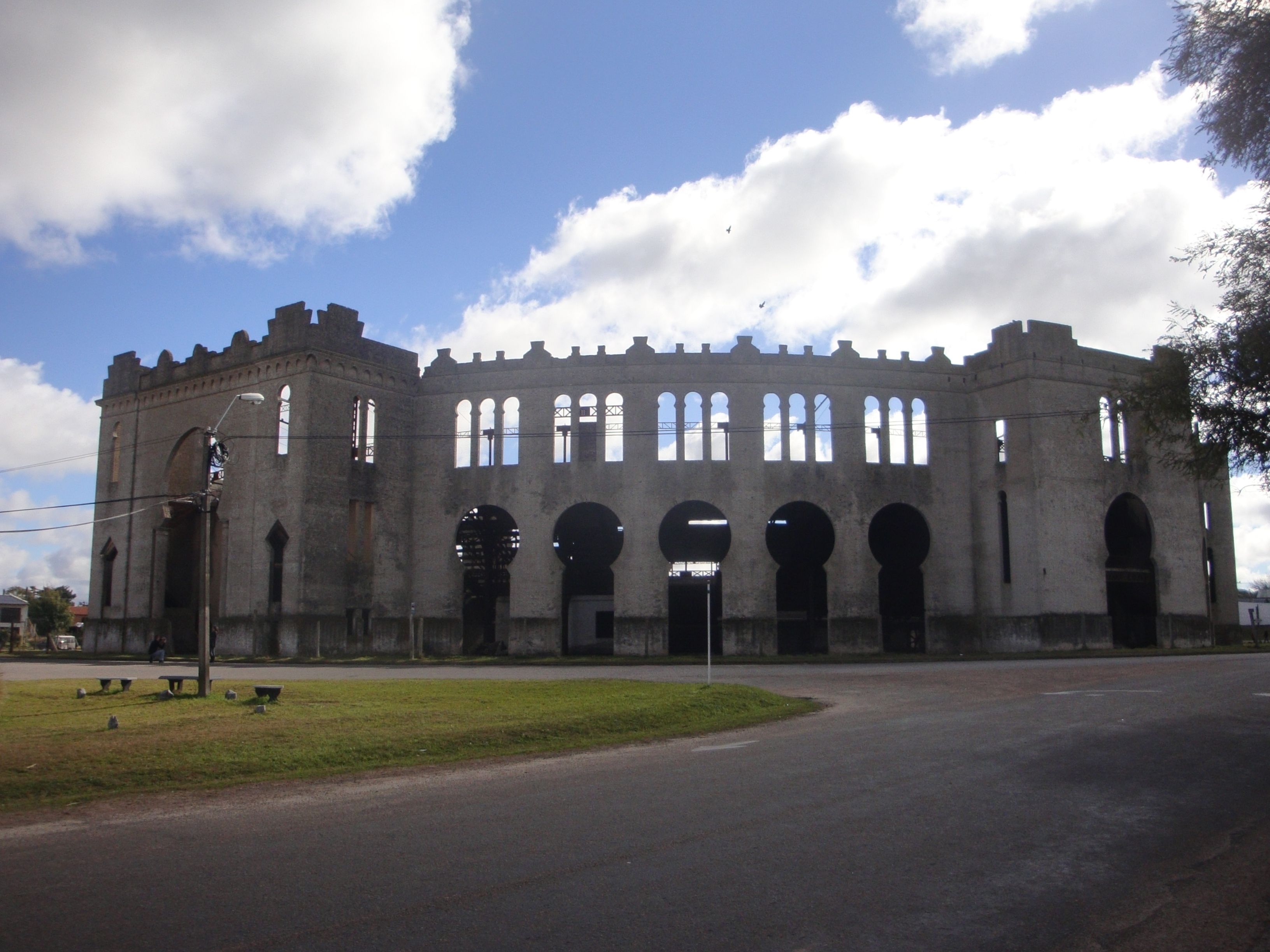
Antigua Plaza de Toros.
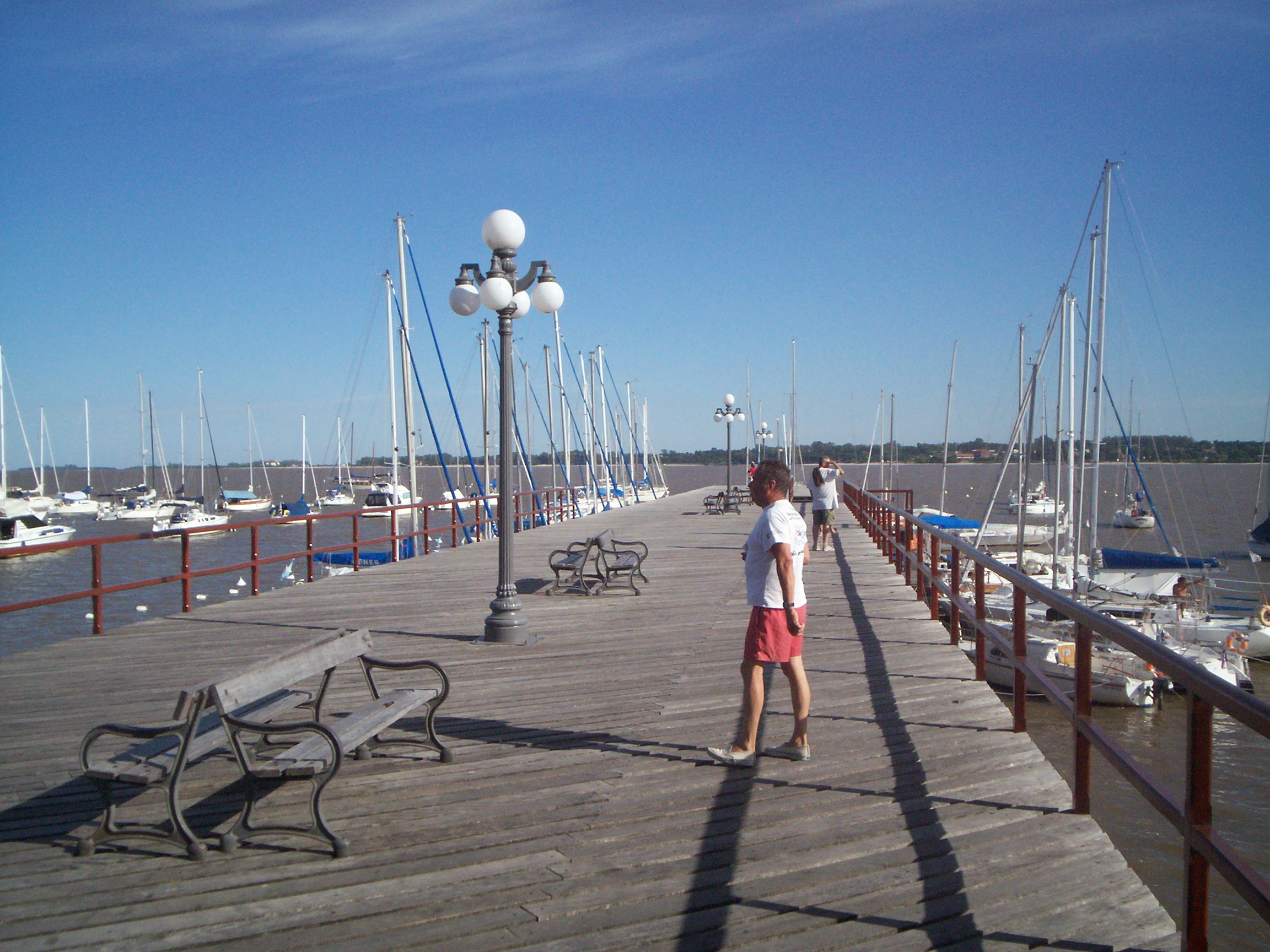
Puerto de yates de Colonia del Sacramento.
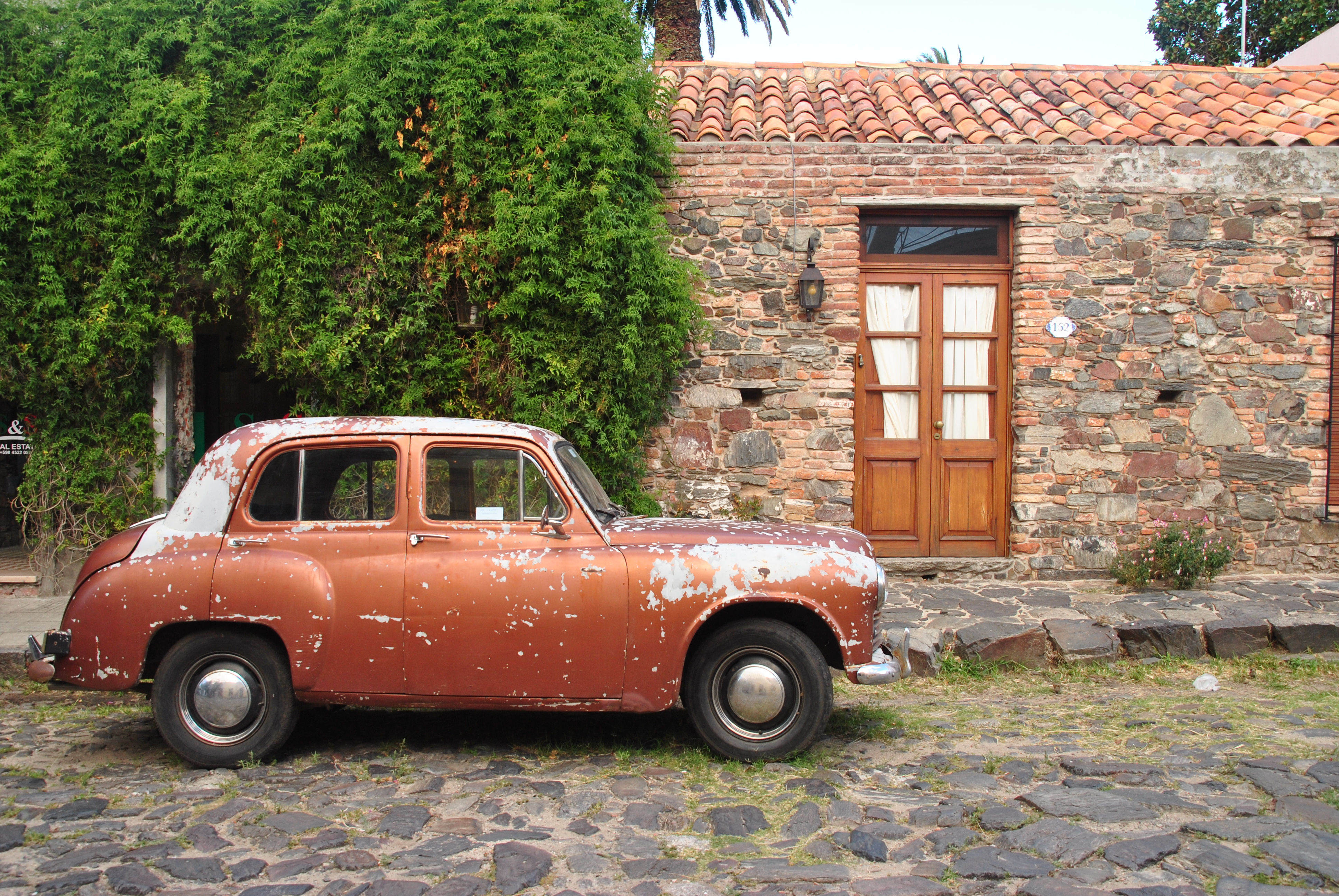
Auto clásico estacionado en la Calle Real, dentro del casco histórico
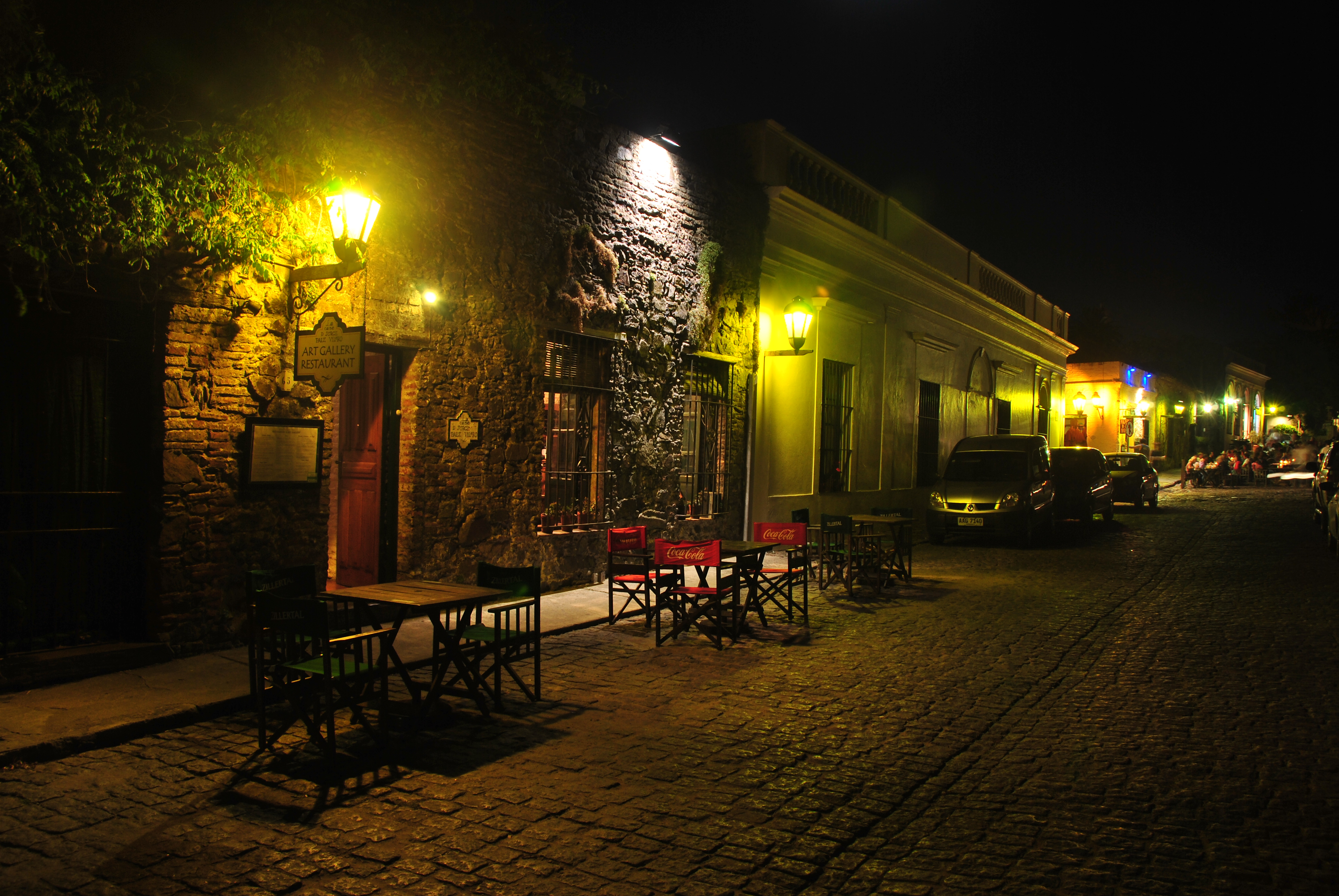
Calle "Misiones de los Tapes" de noche, dentro del casco histórico
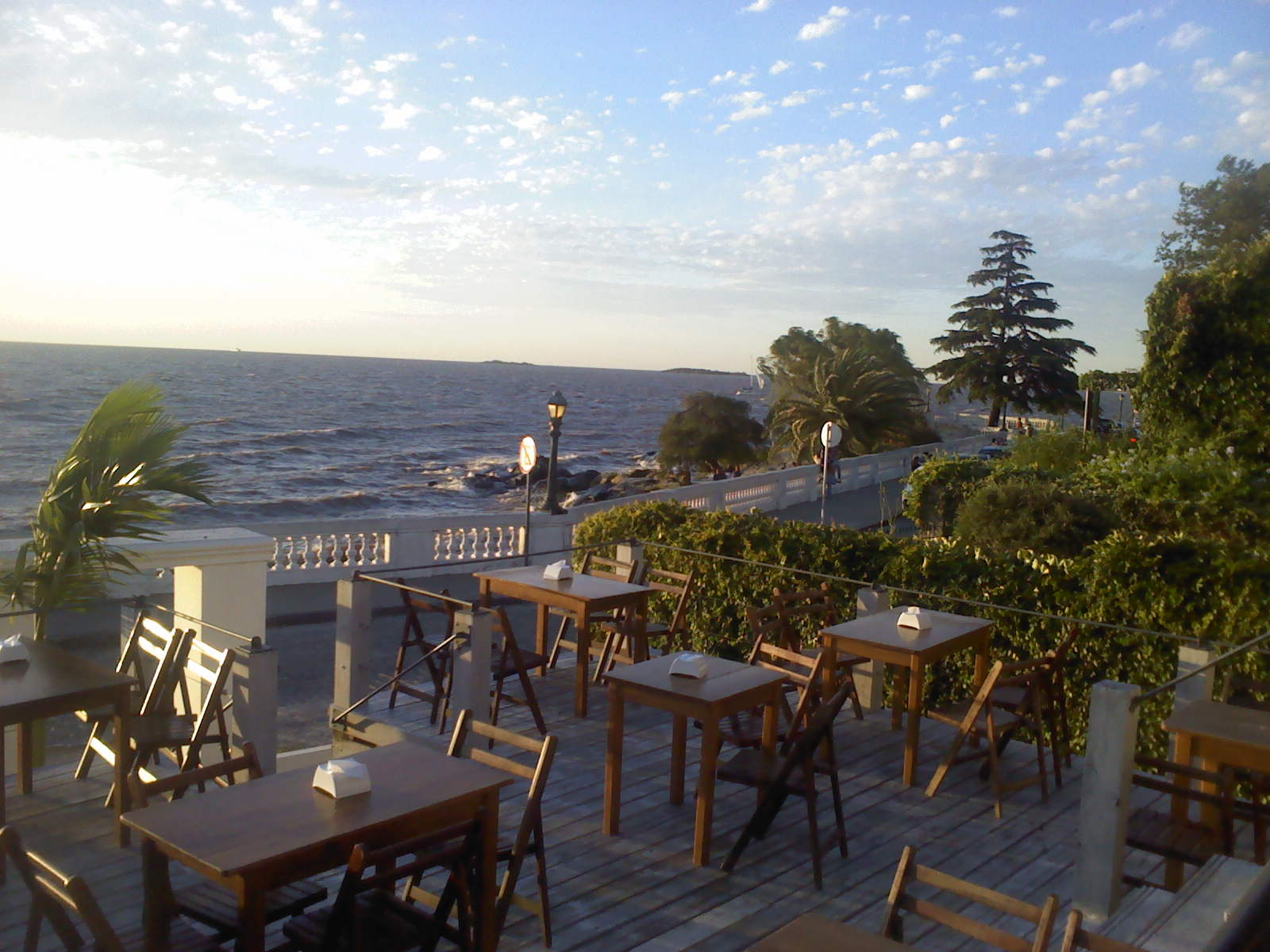
Colonia y su paisaje. Un atardecer en una posada
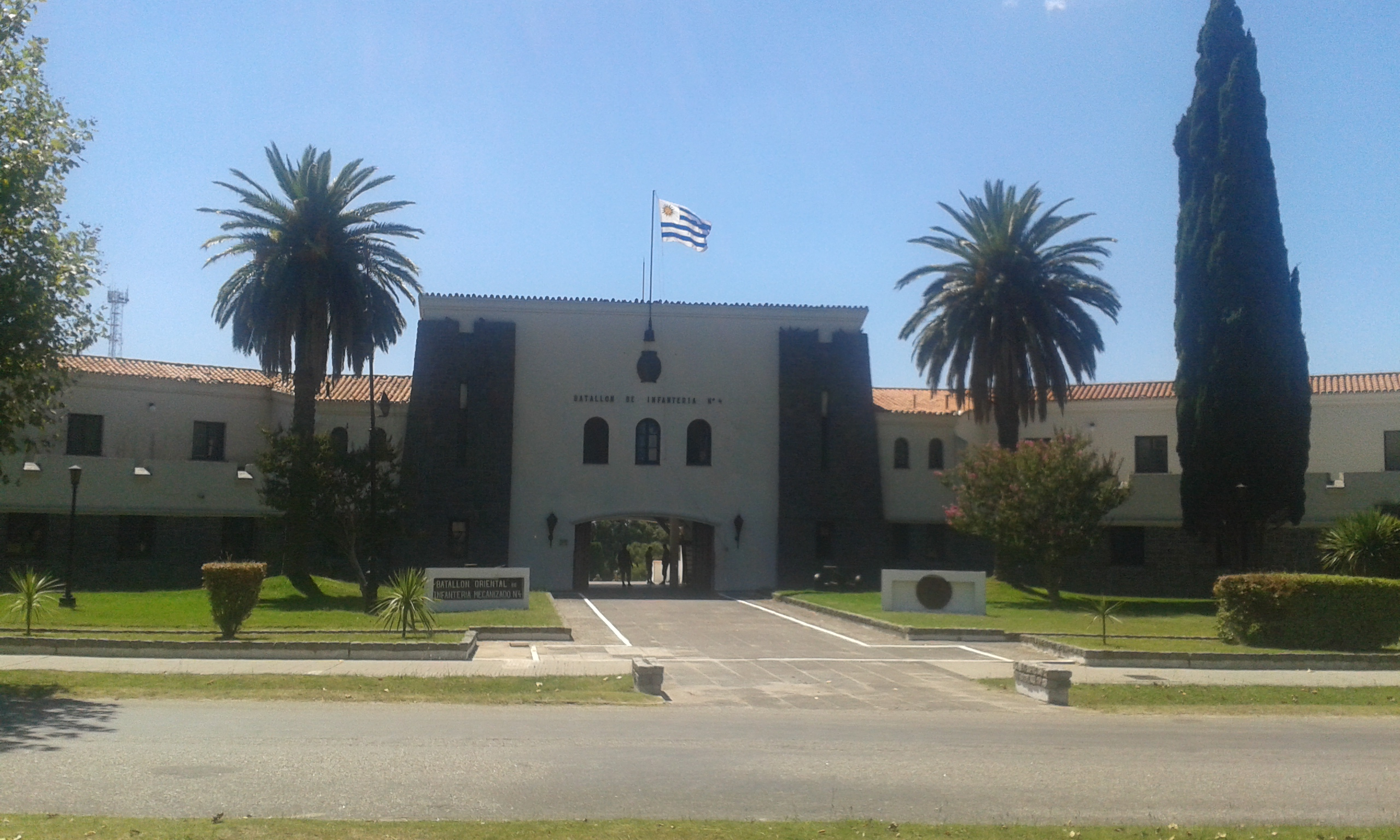
Batallón de Infantería Mecanizada Nº 4
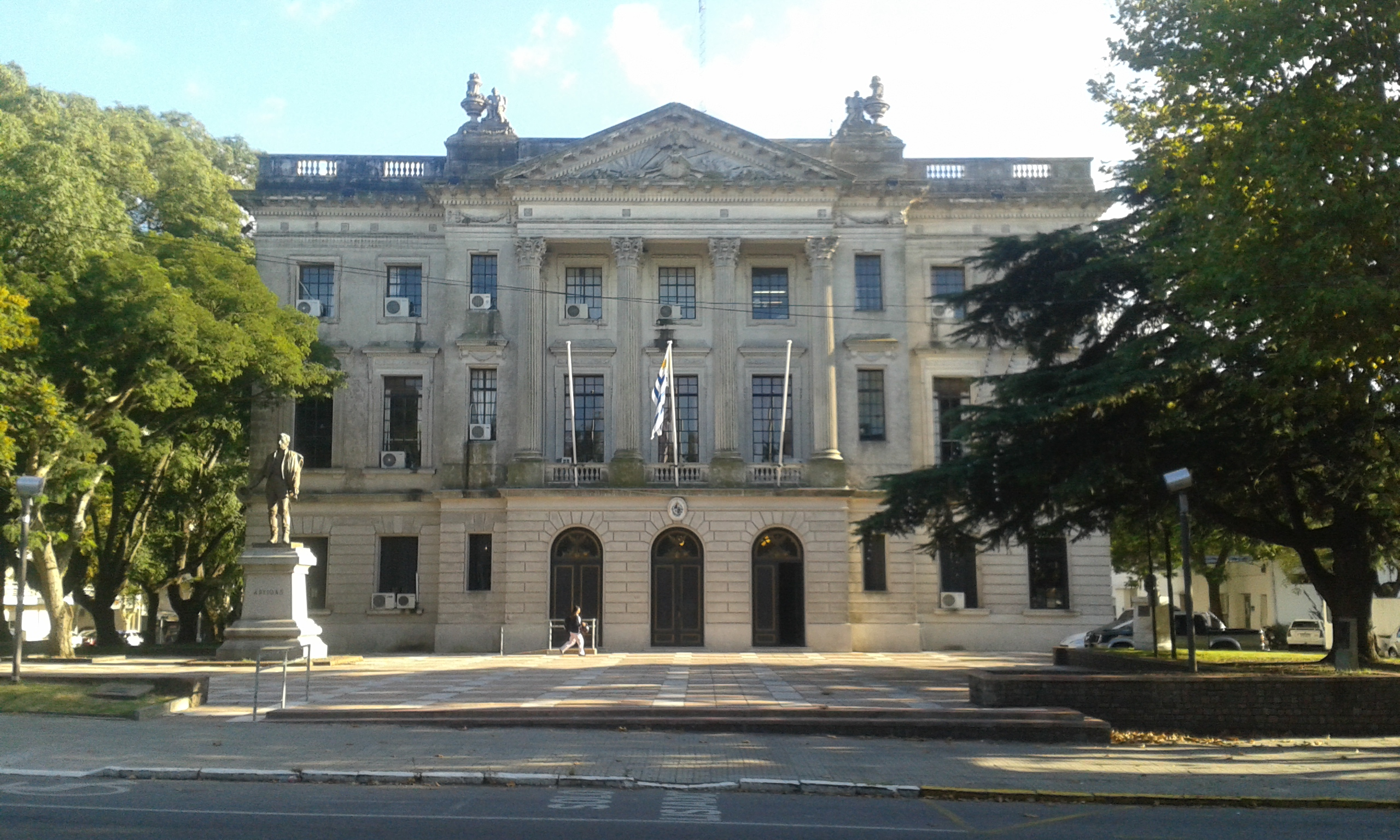
Palacio municipal de Colonia
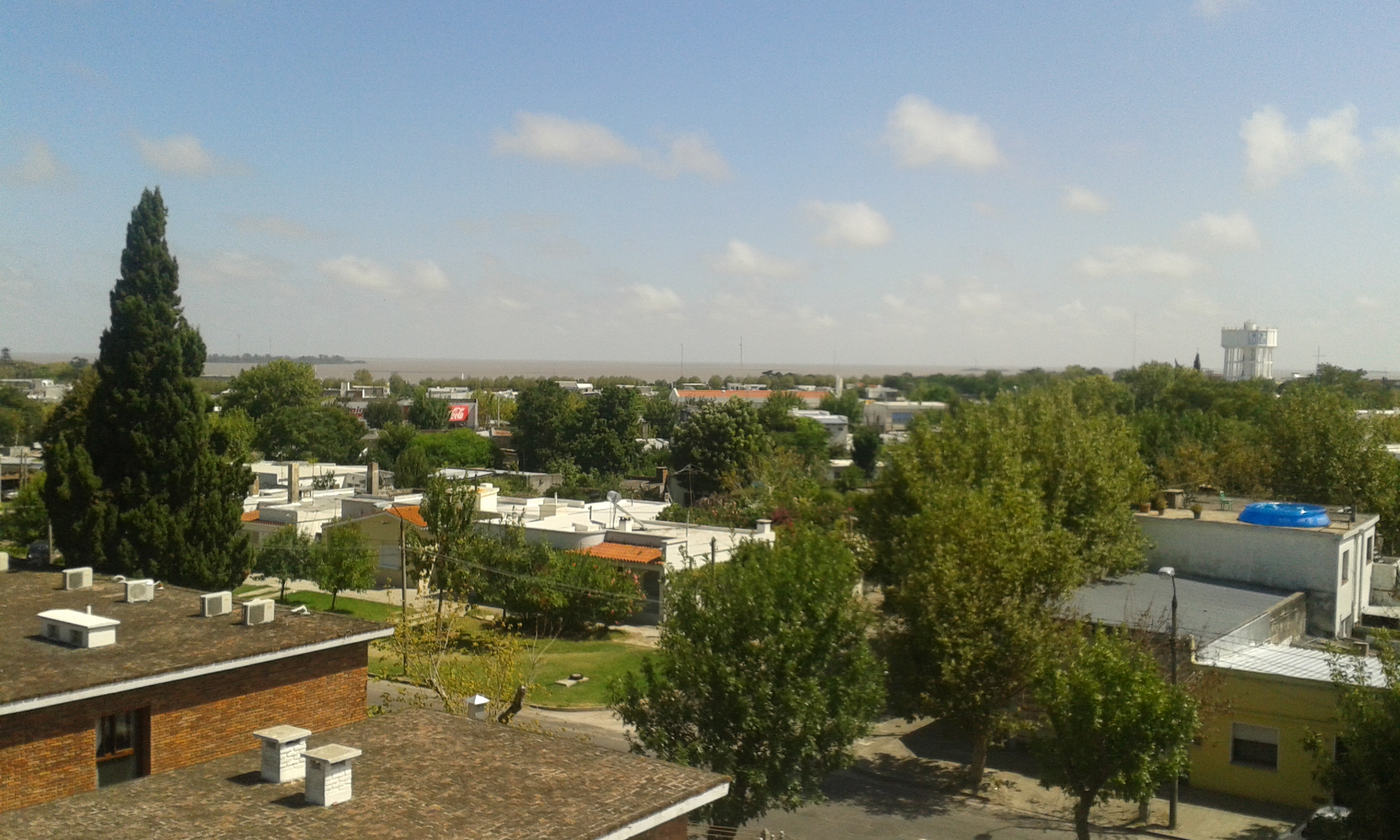
Vista general de la ciudad
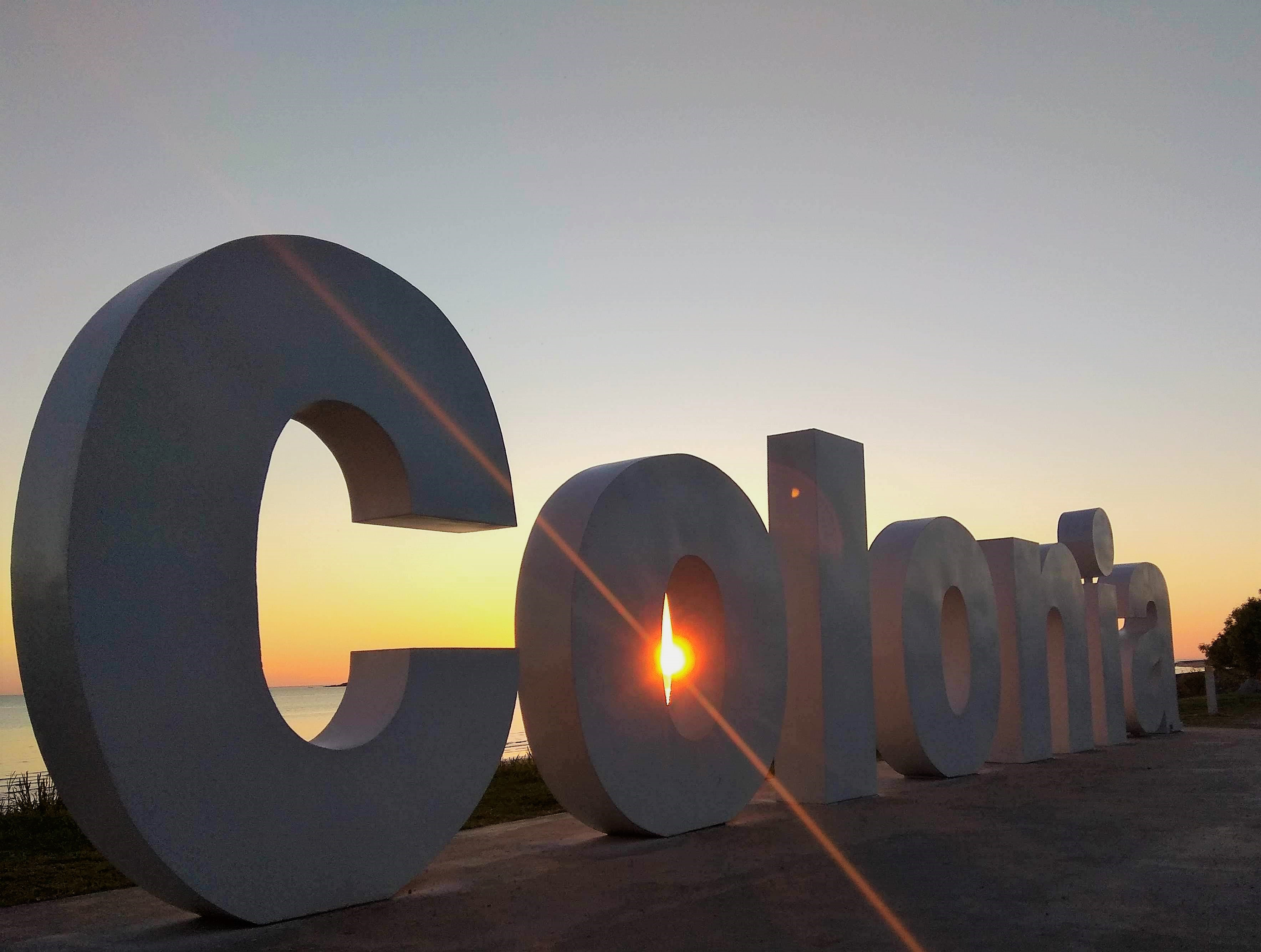
Bello atardecer con el letrero en Colonia de Sacramento

En el predio de la antigua textil Sudamtex, a pocos metros del puerto, se encuentra Colonia Shopping. Inaugurado en diciembre de 2006, tiene una superficie de más de 5000 m² construidos y más de 5.800 m² exteriores. El complejo tiene un estacionamiento para 120 lugares.

### Puerto de yates
En la Punta Santa Rita, del lado norte del cabo, hay un pequeño puerto para embarcaciones deportivas y de recreo llamado "Puerto Viejo". Las profundidades son de 2,00 y 2,50 metros referidas al cerro local. La capacidad de amarre es de más de 160 embarcaciones. En la época veraniega sus instalaciones se ven colmadas por unidades de bandera argentina. Es lugar de llegada de regatas del Río de la Plata.

### Barrios
Ciudad Vieja (o barrio histórico), Centro, Pueblo Nuevo, Otto Wulff, Treinta y Tres, San Benito, Real de San Carlos, Real de Vera (El Caño), Cementerio, Los Nogales, Ferrando, El General.[cita requerida]

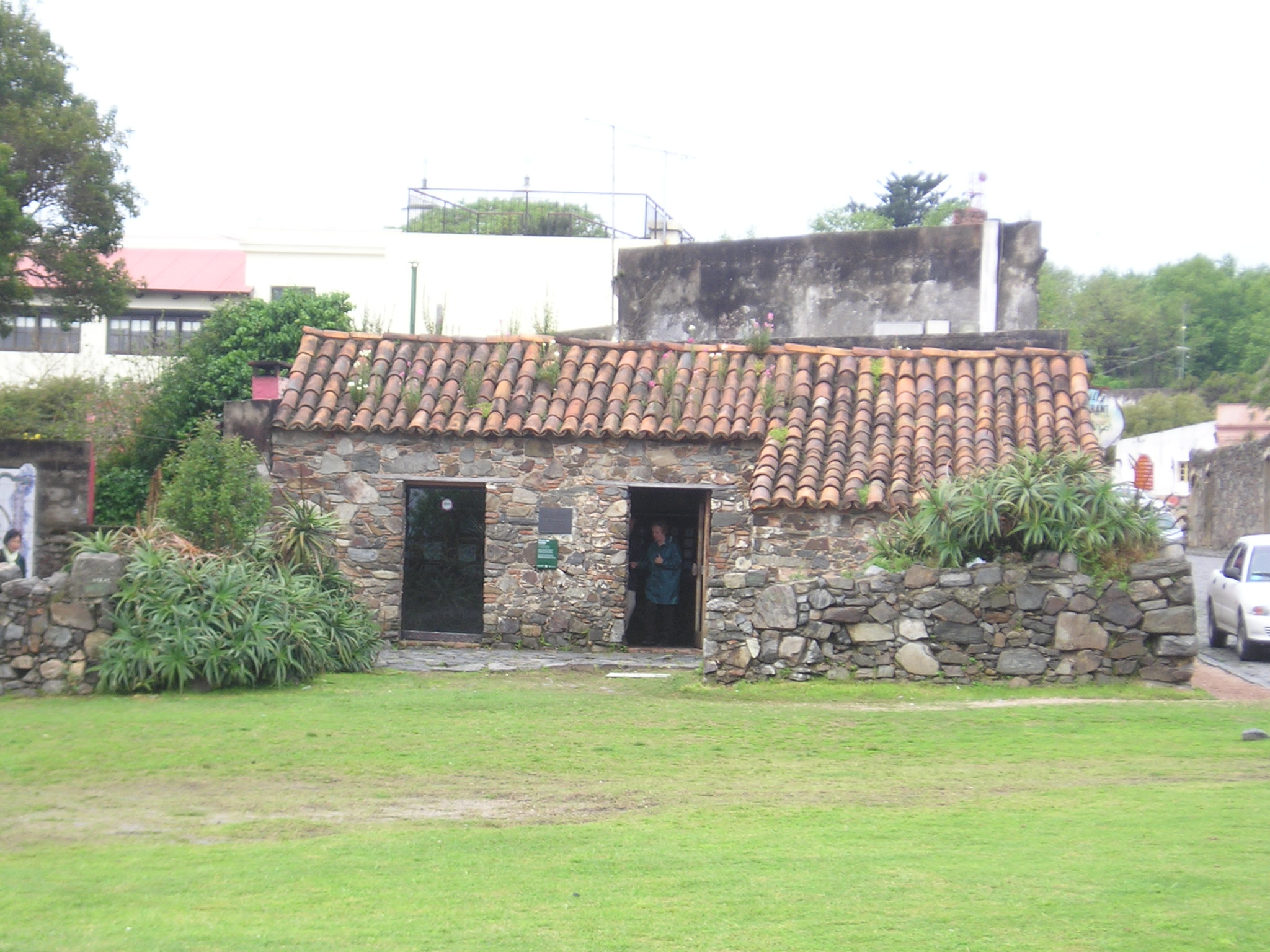

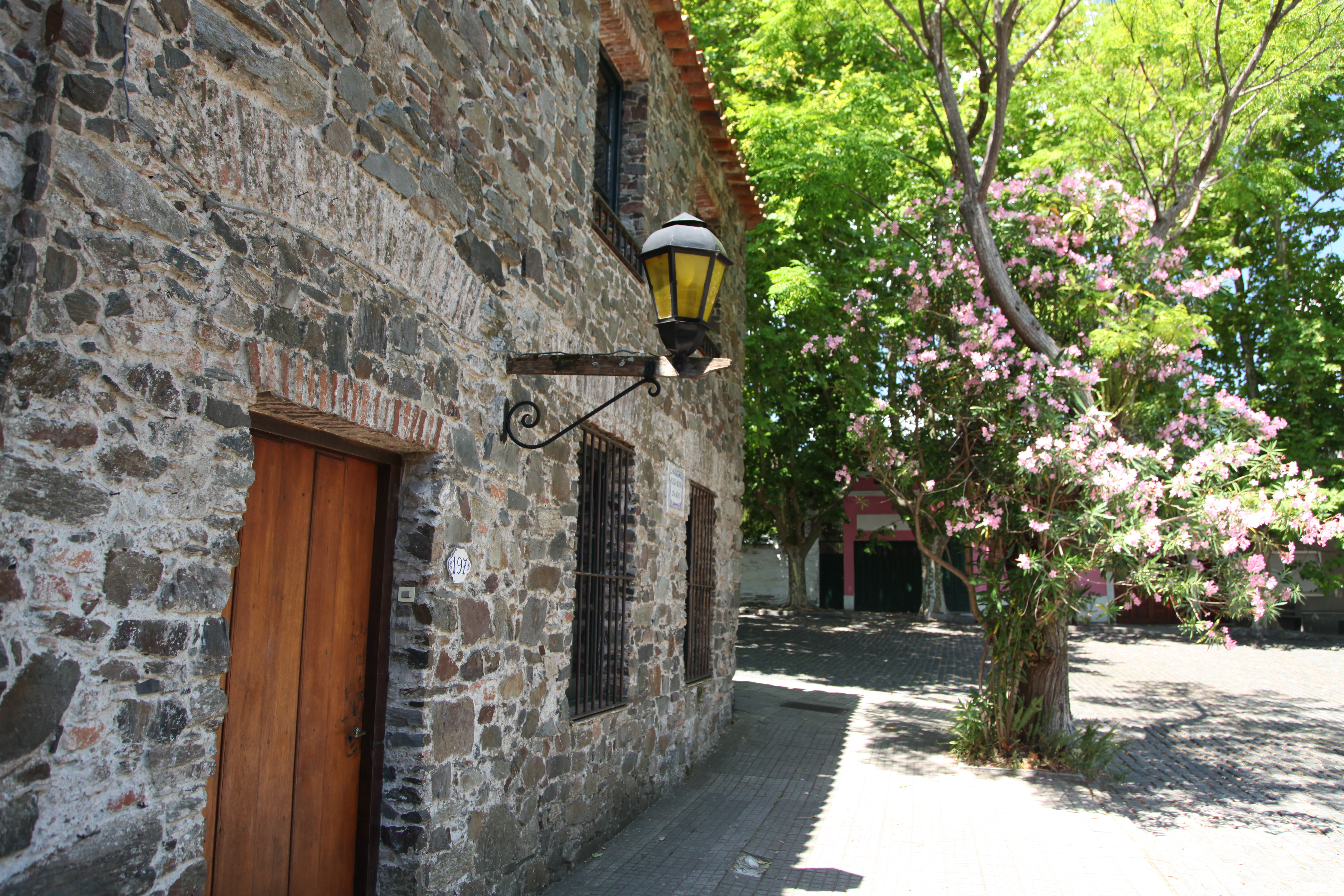

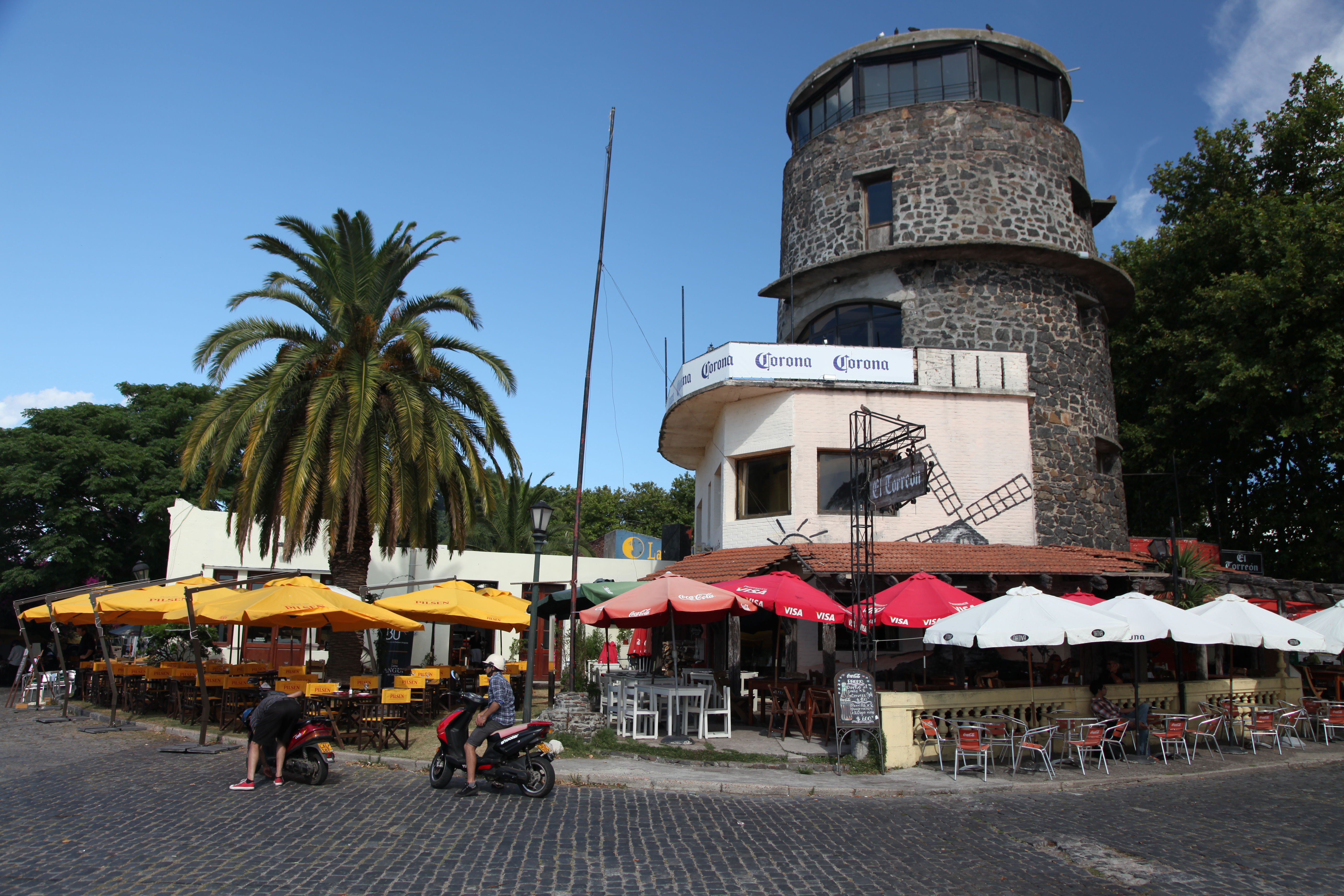

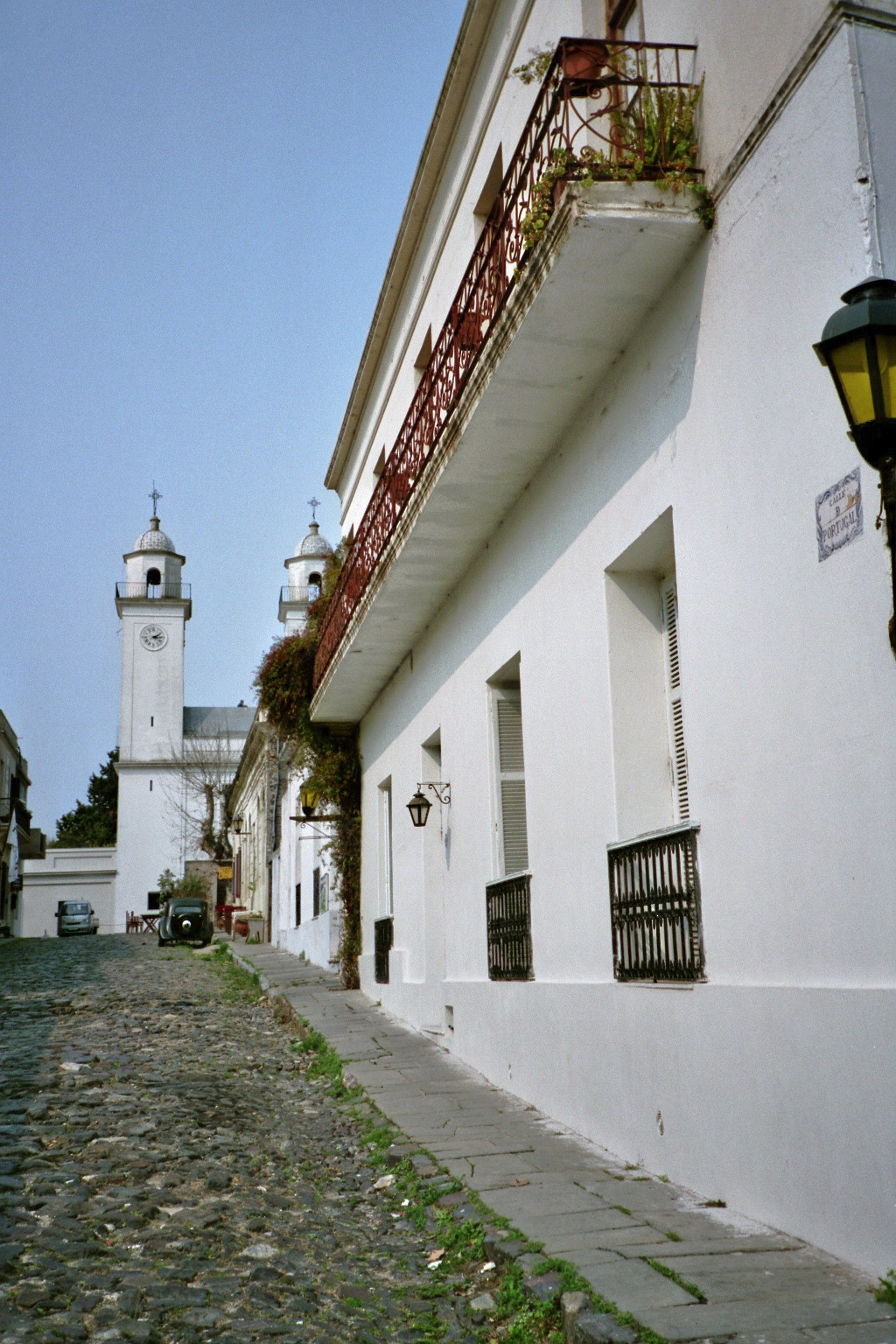

### Islas San Gabriel y Farallón
A unos 3 km de la Punta San Pedro se encuentra la isla San Gabriel. Tiene 24 hectáreas y es una isla baja cubierta de árboles. Sobre su lado norte se encuentra un pequeño muelle de cemento que permite fondear en sus inmediaciones embarcaciones de hasta 1,5 m de calado. El 28 de diciembre de 1995 fue declarada parque nacional.
En las inmediaciones también se encuentra la Isla Farallón, una pequeña isla peñascosa. En esta isla se encuentra un faro que data de 1875 y desde 1928 tiene una maquinaria que permite que funcione automáticamente con la puesta del sol, dejando de funcionar a la salida del mismo, dicho faro fue declarado monumento histórico nacional.
En enero de 2006 ambas islas fueron declaradas Monumento Histórico.

### Casa del Dr. Alberto Boerger
Monumento histórico nacional uruguayo, se encuentra en el casco de La Estanzuela, ubicada en el km 11 de la Ruta 50. Lugar donde existe un pequeño museo sobre investigación agrícola, como forma de recordar los grandes aportes realizados por el Dr. Alberto Boerger. Sus avances científicos, desde su radicación en 1914 La Estanzuela, colaboraron enormemente con el desarrollo agrario en la región del Río de la Plata, situación constatada por los rendimientos de los trigos generados en La Estanzuela en este período. Este desarrollo fue de relevancia, tanto para Uruguay como Argentina, ya que en el período 1920-1924 significó que un quinto de la superficie triguera de Argentina estuviera basada en semillas seleccionadas por los trabajos del Dr. Alberto Boerger y del Dr. Enrique Klein en La Estanzuela. Actualmente, en esta casi centenaria estación de investigación agropecuaria, se encuentra una de los centros principales de investigación del Instituto Nacional de Investigación Agropecuaria (INIA); denominada Estación Experimental Dr. Alberto Boerger INIA-La Estanzuela.

## Colonia Ala Este
En 2022, se confirmó que Colonia iba a hacer un Silicon Valley en Colonia llamado 'Colonia Ala Este' para atraer más inmigrantes argentinos debido a la mala situación económica en Argentina  duplicando su población teniendo como meta llegar a unas 60.000 personas en total. Con una inversión inicial de más de US$ 100 millones, se planeó construir una ciudad sostenible abierta a la comunidad para generar un hub para la industria de la economía del conocimiento en un sitio de 500 hectáreas, que incluye bosques y siete kilómetros de costa. con playas como Calabrés y Fernando.

## Transportarse en Colonia del Sacramento

### Alquiler de Bicicletas
En la ciudad de Colonia del Sacramento existe la posibilidad de alquilar bicicletas como medio de transporte, las bicicletas son muy usadas por los turistas que vienen a visitar esta ciudad y es un medio muy fácil y efectivo

### Alquiler de Carritos
Otro medio de transporte que puedes usar en esta ciudad son los Carritos de Golf este servicio que ofrece Colonia es también fácil, efectivo y además, rápido. En los carritos de Golf podrás transportarte por la ciudad en muy pocos minutos

### Transporte Urbano
Las empresas Sol Antigua y ABC Coop son las que se encargan del transporte urbano en la ciudad de Colonia del Sacramento. 
Cuenta con 3 líneas de Ómnibus Urbanos todos los días.
- Linea A: Real de San Carlos-Centro (ABC Coop)

- Linea C: "Urbano" Real de San Carlos-Centro (Sol antigua)

- Linea D: El General-Centro por Nogales, Ferrando y Hospital (Sol Antigua)

Los horarios de los ómnibus urbanos  se encuentran en la página de la Intendencia de Colonia: 
Horarios del Transporte Urbano

## Geografía

### Sismicidad
La región responde a la «falla de Punta del Este», y a la «sub-falla del Río de la Plata»; con sismicidad baja; y su última expresión se produjo el 5 de junio de 1888 (137 años) de silencio sísmico), a las 3.20 UTC-3, con una magnitud de 5,5 en la escala de Richter. (Terremoto del Río de la Plata de 1888).

### Clima
El clima de Colonia del Sacramento es subtropical húmedo, con temperaturas agradables y lluvias regularmente distribuidas a lo largo del año. La temperatura media anual es de 17.5 °C.
| Parámetros climáticos promedio de Colonia del Sacramento (normales 1991-2020) | Parámetros climáticos promedio de Colonia del Sacramento (normales 1991-2020) | Parámetros climáticos promedio de Colonia del Sacramento (normales 1991-2020) | Parámetros climáticos promedio de Colonia del Sacramento (normales 1991-2020) | Parámetros climáticos promedio de Colonia del Sacramento (normales 1991-2020) | Parámetros climáticos promedio de Colonia del Sacramento (normales 1991-2020) | Parámetros climáticos promedio de Colonia del Sacramento (normales 1991-2020) | Parámetros climáticos promedio de Colonia del Sacramento (normales 1991-2020) | Parámetros climáticos promedio de Colonia del Sacramento (normales 1991-2020) | Parámetros climáticos promedio de Colonia del Sacramento (normales 1991-2020) | Parámetros climáticos promedio de Colonia del Sacramento (normales 1991-2020) | Parámetros climáticos promedio de Colonia del Sacramento (normales 1991-2020) | Parámetros climáticos promedio de Colonia del Sacramento (normales 1991-2020) | Parámetros climáticos promedio de Colonia del Sacramento (normales 1991-2020) |
| Mes                                                                           | Ene.                                                                          | Feb.                                                                          | Mar.                                                                          | Abr.                                                                          | May.                                                                          | Jun.                                                                          | Jul.                                                                          | Ago.                                                                          | Sep.                                                                          | Oct.                                                                          | Nov.                                                                          | Dic.                                                                          | Anual                                                                         |
| ----------------------------------------------------------------------------- | ----------------------------------------------------------------------------- | ----------------------------------------------------------------------------- | ----------------------------------------------------------------------------- | ----------------------------------------------------------------------------- | ----------------------------------------------------------------------------- | ----------------------------------------------------------------------------- | ----------------------------------------------------------------------------- | ----------------------------------------------------------------------------- | ----------------------------------------------------------------------------- | ----------------------------------------------------------------------------- | ----------------------------------------------------------------------------- | ----------------------------------------------------------------------------- | ----------------------------------------------------------------------------- |
| Temp. máx. media (°C)                                                         | 28.7                                                                          | 27.6                                                                          | 25.8                                                                          | 22.4                                                                          | 18.7                                                                          | 15.6                                                                          | 14.6                                                                          | 16.9                                                                          | 18.6                                                                          | 21.4                                                                          | 24.6                                                                          | 27.4                                                                          | 21.9                                                                          |
| Temp. media (°C)                                                              | 23.7                                                                          | 23.0                                                                          | 21.4                                                                          | 18.3                                                                          | 14.9                                                                          | 12.0                                                                          | 11.0                                                                          | 12.7                                                                          | 14.3                                                                          | 16.9                                                                          | 19.7                                                                          | 22.3                                                                          | 17.5                                                                          |
| Temp. mín. media (°C)                                                         | 18.8                                                                          | 18.5                                                                          | 17.0                                                                          | 14.1                                                                          | 11.2                                                                          | 8.3                                                                           | 7.3                                                                           | 8.5                                                                           | 9.9                                                                           | 12.6                                                                          | 14.9                                                                          | 17.3                                                                          | 13.2                                                                          |
| Precipitación total (mm)                                                      | 101                                                                           | 111                                                                           | 126                                                                           | 101                                                                           | 83                                                                            | 69                                                                            | 76                                                                            | 69                                                                            | 78                                                                            | 113                                                                           | 104                                                                           | 116                                                                           | 1144.5                                                                        |
| Días de precipitaciones (≥ 1mm)                                               | 6                                                                             | 6                                                                             | 7                                                                             | 7                                                                             | 6                                                                             | 5                                                                             | 5                                                                             | 6                                                                             | 6                                                                             | 7                                                                             | 7                                                                             | 7                                                                             | 75                                                                            |
| Fuente: Instituto Uruguayo de Meteorología                                    |                                                                               |                                                                               |                                                                               |                                                                               |                                                                               |                                                                               |                                                                               |                                                                               |                                                                               |                                                                               |                                                                               |                                                                               |                                                                               |

## Ciudades hermanadas
- Cartagena de Indias, Colombia (2010)[13]
- Guimarães, Distrito de Braga, Portugal[14]
- Olinda, Pernambuco, Brasil (2014)[15]
- Pelotas, Río Grande del Sur, Brasil (2005)[16]
- Quilmes, Provincia de Buenos Aires, Argentina (2014)[17]
- Valparaíso, Chile (2012)[18]